# Larzac
|  | Per a altres significats, vegeu «Larzac (Dordonya)». |

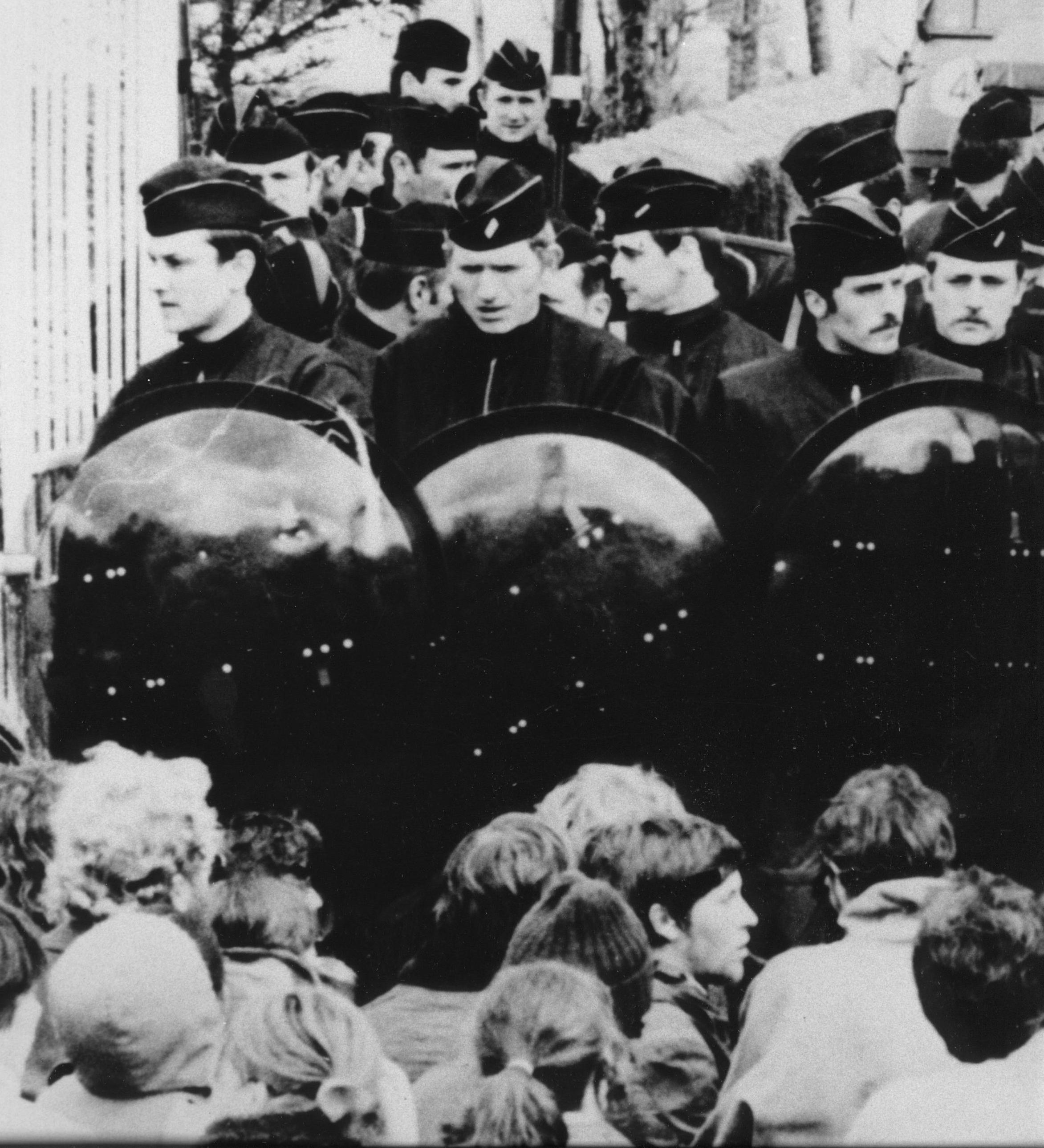
Les forces de seguretat vigilant els manifestants a Larzac

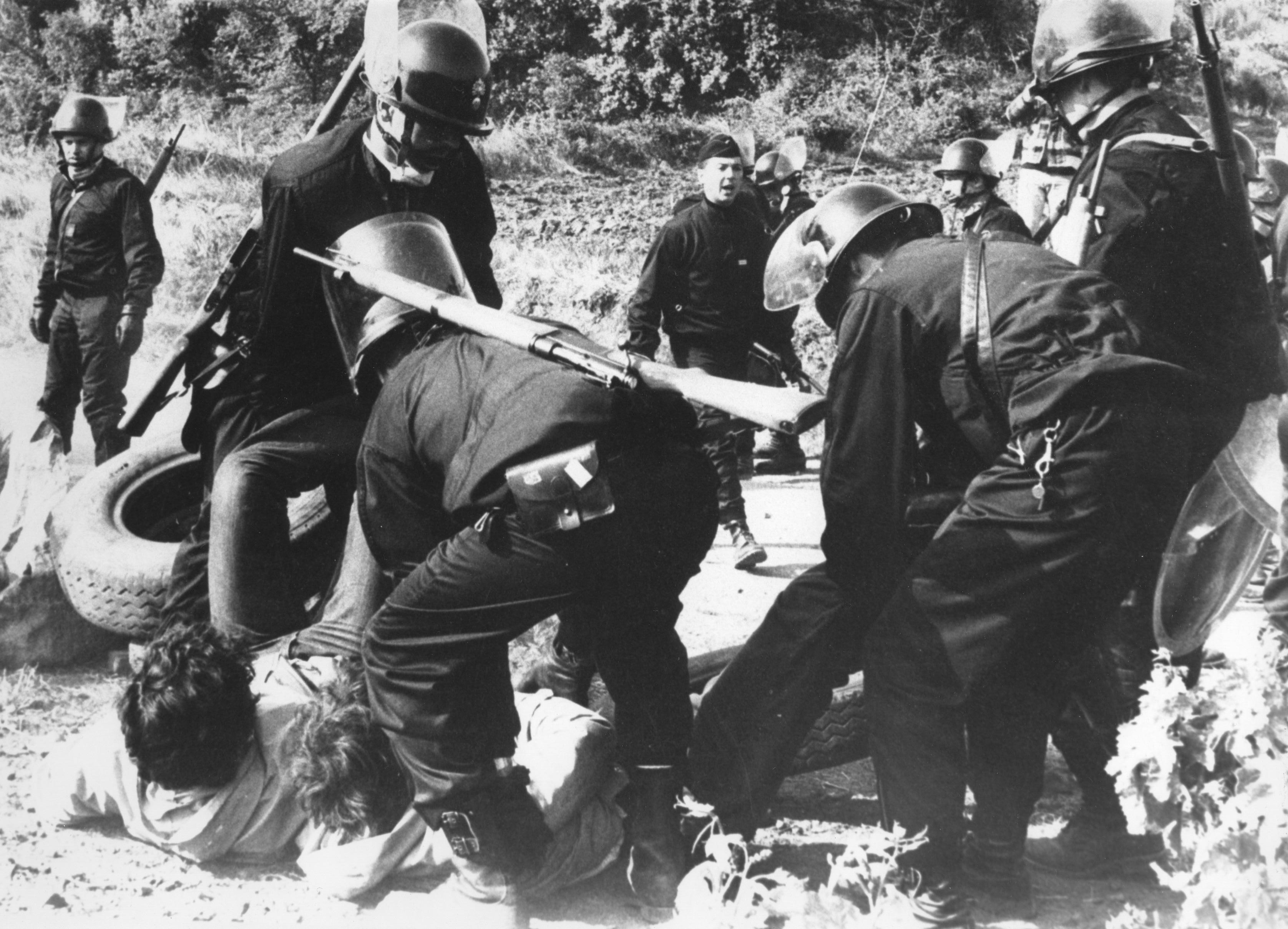
Repressió de les forces de seguretat a Larzac

El Larzac és un altiplà (Causse del Larzac) dins del Massís Central, al departament d'Avairon (regió d'Occitània), famós per la producció dels formatges de rocafort i pels incidents del 1970 que van portar Occitània a la primera plana de les reivindicacions contra l'estat.
El 1970 el ministre de defensa francès, Michel Debré, decidí comprar per a l'exèrcit francès la plana de Canjuers (35.000 hectàrees) per fer un polígon de tir, i volia fer el mateix a Larzac, entre Millau i el Baix Lenguadoc. Aquest fet provocaria d'entrada la pèrdua de 107 explotacions agràries, de 25.000 ovelles, d'1,3 milions de tones de llet i danys econòmics i ecològics irreparables. Els 107 propietaris es negaren a vendre les propietats, i el 1971 tot el Roergue els donà suport.
Organitzaren una tractorada de Rodès a Orleans i ompliren d'ovelles la Torre Eiffel. Lutte Occitane n'agafà el protagonisme activista: des del 1973 organitzà concentracions multitudinàries i actuacions de diversos cantautors occitans, i el 1974 culminaria amb l'acte Gardarem lo Larzac amb 100.000 persones acampades, entre ells el mateix François Mitterrand, el pacifista Joseph Lanza del Vasto, els obrers de Lip, i representants dels indis nord-americans, dels sindicats i dels nacionalistes corsos i irlandesos. Amb aquesta pressió, el 1978 només s'havien venut 1.500 de les 13.000 hectàrees necessàries per al projecte.
A tall de curiositat, val a dir que el sindicalista i líder antiglobalització José Bové és originari del Larzac.

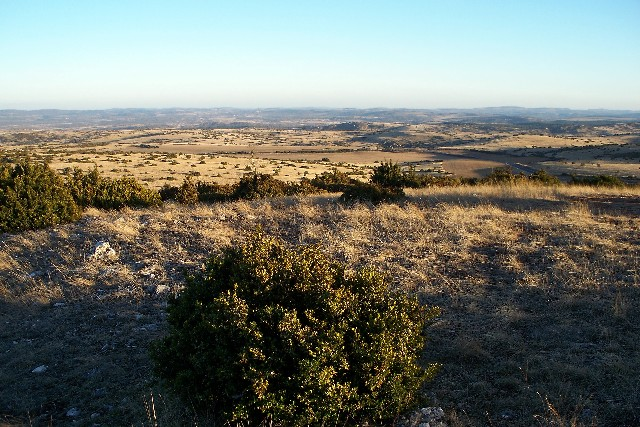
El causse del Larzac